# جعوان (الرجم)

تعديل مصدري - تعديل

جعوان هي إحدى قرى عزلة بني الغسال بمديرية الرجم التابعة لمحافظة المحويت، بلغ تعداد سكانها 655 نسمة حسب تعداد اليمن لعام 2004.